# Higan
Higan (お彼岸 o-higan) je budistični praznik, ki ga praznujejo izključno japonske sekte ob spomladanskem in jesenskem enakonočju. Obeležijo ga skoraj vse budistične šole na Japonskem. Tradicija izhaja iz milega vremena, ki je pogostejše ob tem času v letu, izvira pa iz časa cesarja Šomuja v 8. stoletju. Ljudje, ki so delali na poljih, so imeli ob tem času več prostega časa za premišljevanje o svojih verskih praksah in so se bolj posvečali budizmu. Danes v budističnih templjih prirejajo posebno bogoslužje v skladu s tradicijo posamezna sekte.
Etimološko poreklo besede Ohigan je "drugo obrežje reke Sanzu", ki v japonski budistični tradiciji loči to življenje od posmrtnega.
Podobno kot pri festivalu Obon se ljudje med praznikom vračajo v domači kraj, kjer se poklonijo svojim prednikom. Ohigan je javni praznik, zato so mnoge ustanove in trgovine zaprte.